# Шингаккуль
54°24′ пн. ш. 55°14′ зх. д. / 54.400° пн. ш. 55.233° зх. д.
Шингаккуль (башк. Шөңгәккүл, від шөңгәк/шиңгәк `висихаючий` та күл `озеро`) — озеро в Башкортостані, в Чишмінському районі. Пам'ятка природи (з 1965 року). Утворює Шингаккульский заказник (утворений у 1952 р.). Площа охоронної території — 240,0 га.
Об'єкти охорони:
- Місце проживання навколоводних і водоплавних птахів (лебідь-шипун), у тому числі тих, що потребують охорони.
- Типові вологі та заболочені луги з представництвом зозулинця шоломоносного та коручки болотної[2].